# Ponte Vecchio (Cesena)
Il Ponte Vecchio, o Ponte Clemente, è il ponte più antico di Cesena. Attraversa il fiume Savio, in uno dei punti più stretti della città.

## Storia

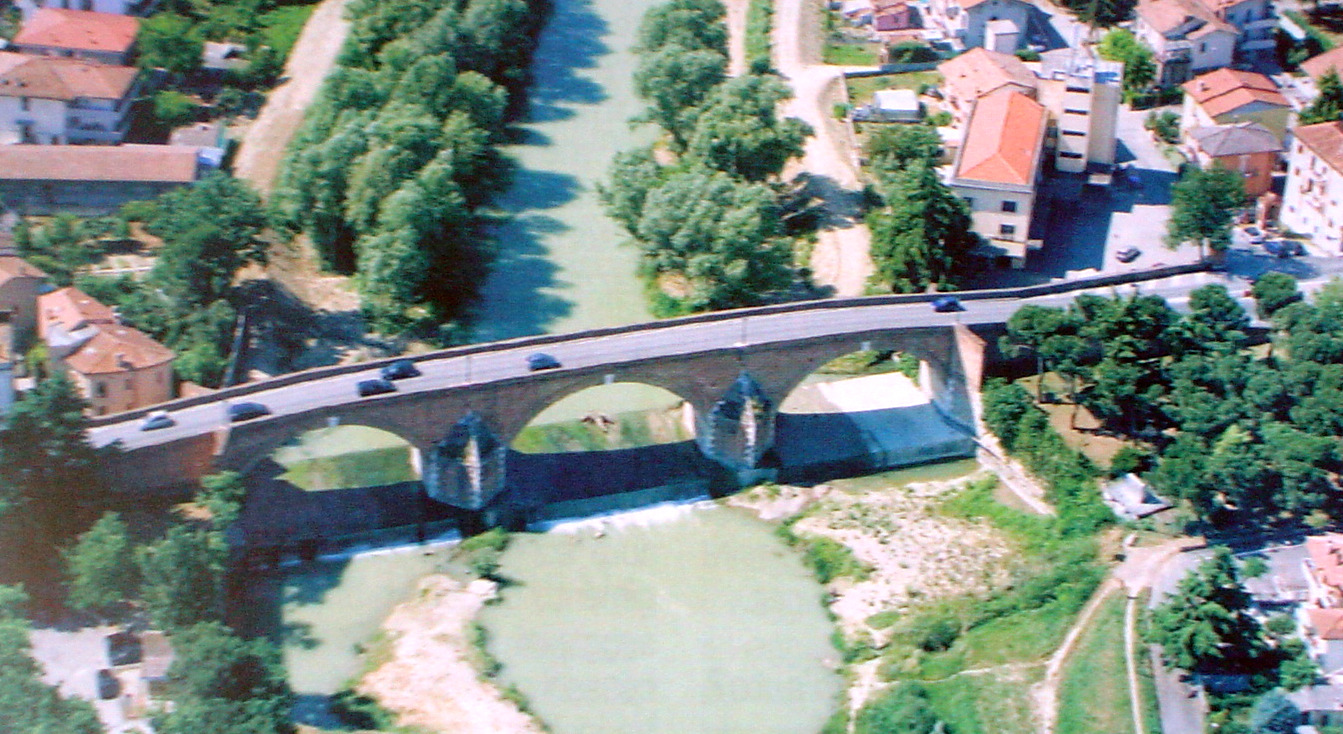
veduta dall'alto, lato valle

L'originario tracciato romano della Via Emilia attraversava il fiume Savio con un ponte in legno che si trovava nella stessa zona dove poi venne costruito il Ponte Vecchio. Il ponte romano crollò varie volte ma venne sempre ricostruito fino a quando non venne sostituito da un ponte in pietra, edificato un po' più a valle per volontà di Andrea Malatesta e poi completato sotto Novello. Nel corso del Cinquecento e del Seicento il ponte venne più volte danneggiato dal fiume Savio in piena; nel 1684 avvenne il definitivo crollo, cui fece seguito la costruzione di un nuovo ponte in legno, che però crollò irrimediabilmente nel 1727.
Nel 1733, dietro interessamento di papa Clemente XII e sotto la direzione di Domenico Cipriani, si dette inizio alla costruzione di un nuovo ponte in pietra che prese il nome del pontefice, Ponte Clemente, e che aveva forme diverse dalle attuali; purtroppo la costruzione del ponte venne presto interrotta fino al 1766 quando ripresero i lavori, su progetto di Pietro Carlo Borboni approvato da Ferdinando Fuga e Luigi Vanvitelli. Nel 1773 il ponte poteva dirsi completato nelle forme definitive ma solo nel 1779 tutti i lavori poterono dirsi conclusi.
L'apertura della nuova circonvallazione, nel 1816, deviò il traffico proveniente da Forlì dal Ponte di San Martino, ora via Canonico Lugaresi. Furono la costruzione del Ponte del Risorgimento nel 1914 e l'apertura di via Cesare Battisti, nel 1921, a cambiare la storia del ponte: "Clemente" divenne "Vecchio", per distinguerlo dal nuovo (Ponte del Risorgimento) e il traffico si spostò sempre di più verso quest'ultimo.
Durante la seconda guerra mondiale, quando la città venne liberata dai tedeschi (20 ottobre 1944), questi, in fuga, fecero saltare in aria la parte media del ponte, che però venne poi riedificata.

## Architettura
Il ponte è introdotto da due pilastri e in pietra d'Istria per ogni senso di marcia, tutti con data 1773 e recati stemmi e lapidi dedicatorie. Quelli occidentali presentano a destra una lapide a ricordo del cardinale Vittorio Borromeo, legato di Romagna in quell'anno; a sinistra due iscrizioni: una per Pio VI, con stemma pontificio, l'altra per i cardinali Neri Corsini e Pallavicini. I pilastri orientali presentano a sinistra una lapide dedicata a Clemente XIV, pontefice nel 1773, con stemma della città; a sinistra una dedica a Clemente XII, cui il ponte è dedicato.